# Xaltipa, Tamazunchale
Xaltipa är en ort i Mexiko.   Den ligger i kommunen Tamazunchale och delstaten San Luis Potosí, i den sydöstra delen av landet, 200 km norr om huvudstaden Mexico City. Xaltipa ligger 159 meter över havet och antalet invånare är 674.
Terrängen runt Xaltipa är varierad. Xaltipa ligger nere i en dal. Runt Xaltipa är det ganska tätbefolkat, med 60 invånare per kvadratkilometer. Närmaste större samhälle är Tamazunchale, 7,3 km öster om Xaltipa. I omgivningarna runt Xaltipa växer i huvudsak städsegrön lövskog.